# Maty Dollar
Pour les articles homonymes, voir Dollar (homonymie).
Maty Dollar, de son vrai nom Maty Diomandé, est une chanteuse ivoirienne d'origine Mahou résidant à Houston, au Texas aux États-Unis. Elle est reconnue pour être l'une des figures marquantes et les plus remarquées du showbiz ivoirien. Elle est présidente directrice générale d'une entreprise du nom Maty dollard enterprise.

## Biographie
Maty Dollar est d'origine du nord-ouest de la Côte d'Ivoire  de la région de Bafing  et a émigré aux États-Unis alors qu'elle était jeune,,,,,; à l'âge de 17 ans  afin de poursuivre ses études, s'orientant vers les domaines de la coiffure et de l'esthétique,,,. Elle s'est fait connaître du grand public lors de sa participation à l'émission "Tonnerre de Bamba Bakary" diffusée sur la première chaîne ivoirienne, où elle s'est officiellement opposée à la Jet Set. Par la suite, grâce au soutien d'Assirifix Armand, elle enregistre un single avec David Tayorault en Suisse et lance la danse du Pistolero, qui rencontre un succès notable au début de la troisième vague du coupé-décalé. Maty Dollar est également reconnue comme une figure emblématique du "boucantisme" dans le showbiz ivoirien et est parfois présentée comme une concurrente de la Jet Set ivoirienne, groupe auquel appartient son cousin Le Molare. Maty Dollar est à l'origine du concept de « travaillement intelligent » et de la danse du Pistolero,,. En avril 2007, elle publie son premier album, Travaillement intelligent, réalisé en collaboration avec les techniciens Freddy Assogba, Koudou Athanase et Denis Di Lactif au Sky Lab Studio,,,.
Maty Dollar développe le concept du « Travaillement Intelligent », une évolution du concept de «Travaillement » popularisé par la JetSet ivoirienne. Initialement associé à l’étalage ostentatoire de richesse (comme les dons de gros billets pratiqués par Douk Saga), le « Travaillement Intelligent » se recentre sur une redistribution ciblée, incluant des dons aux plus démunis et des actions caritatives. Maty Dollar a notamment appliqué cette philosophie en soutenant des figures comme Djessan Ayateau ou Douk Saga lors de leurs problèmes de santé,.
Elle a aussi sorti un morceau qui s'intitule  «Travaillement Intelligent » dans l'album travaillement intelligent sorti en avril 2007 dont le clip a fait partie du hit parade sur RTI Music TV.

## Vie privée
Elle fut mariée avec un pharmacien américain, ils sont tous deux, parents d'un petit garçon.

## Engagement social
Maty Dollar a fondé une entreprise, baptisée Maty dollar Price,,, dont l'objectif est d'accompagner sa communauté en favorisant leur visibilité et en leur apportant un soutien concret,,. Elle apporte des soutiens à des personnes démunies à travers des actions sociales en collaboration avec Bamba Moussa président général de la société Africa Mine.

## Discographie

### Albums et EPs
- 2006 : Pistolero
- 2007 : Travaillement intelligent
- 2021: Bloqué dansé, EP de 3 titres

### Singles
- 2020: Bébé je vais changé feat. Sidiki Diabaté